# ヴァシーリイ・ペトローフ (ソ連邦元帥)
ヴァシーリイ・イヴァーノヴィチ・ペトローフ（ロシア語: Васи́лий Ива́нович Петро́в, 1917年1月15日 - 2014年2月1日）は、ソビエト連邦の軍人。最終階級はソ連邦元帥。

## 略歴
スターヴロポリ地方のチェルノレススコエ村出身。1935年に高校を卒業、1937年まで2年間師範学校で学んだ。ペトローフは1939年に軍に入隊し、1941年に士官課程を終えた。
第二次世界大戦中、ペトローフはオデッサ防衛・セヴァストーポリ防衛・カフカース防衛で戦った。その後、彼はウクライナ解放・ルーマニア侵攻・ハンガリーにおけるブダペスト攻勢にも参加した。
戦後、ペトローフはフルンゼ軍事大学を卒業し、1961年には少将、1965年に中将、1970年に大将、1972年に上級大将に昇進した。1982年、彼は「ソ連邦英雄」称号を授与された。
1983年、ペトローフはソ連邦元帥に任命された。彼は、1972年から1976年まで極東軍管区の司令官、1980年から1985年までソ連地上軍総司令官を務めた。1992年から、彼はロシア連邦国防省の軍事顧問となった。
ペトローフはまた、オガデン戦争においてエチオピア軍の軍事顧問を務めた。
2014年2月1日、モスクワで死去。

## 栄典
- ソ連邦英雄
- レーニン勲章（4回）
- 赤旗勲章
- 十月革命勲章
- 赤星勲章（2回）
- 祖国戦争勲章（3回）
- 軍務報国勲章